# 全國煥
全國煥（1952年7月21日—），韓國男演員。曾榮獲韓國文化體育觀光部設立的「2014韓國大眾文化藝術獎」，並獲時任國務總理鄭烘原表彰。

## 演出作品

### 電視劇
- 2008年：MBC《伊甸之東》飾演 金柱善
- 2010年：SBS《壞男人》飾演 洪挺秀
- 2010年：SBS《雅典娜：戰爭女神》飾演 韓政必
- 2011年：SBS《Midas》飾演 韓正秀
- 2011年：SBS《武士白東秀》飾演 朝鮮英祖
- 2011年：JTBC《噗通噗通… 他和她的心跳聲》飾演 大法官
- 2011年：MBC《光與影》飾演 姜萬植
- 2012年：MBC《The King 2 Hearts》飾演 玄明浩
- 2012年：SBS《追擊者 THE CHASER》飾演 張炳浩
- 2012年：KBS《新娘面具》飾演 上野秀樹
- 2012年：SBS《五指》飾演 何允慕
- 2012年：SBS《電視劇帝王》飾演 鄭智勳
- 2013年：tvN《Nine：九回時間旅行》飾演 朴天秀
- 2013年：KBS《天命：朝鮮版逃亡者故事》飾演 金治龍
- 2013年：SBS《結婚的女神》飾演 姜萬豪
- 2013年：MBC《奇皇后》飾演 燕鐵
- 2014年：SBS《異鄉人醫生》飾演 吳俊圭
- 2014年：SBS《秘密之門》飾演 李宗城
- 2014年：MBC《Mr.Back》飾演 崔英達
- 2014年：SBS《奔跑吧薔薇》飾演 黃萬錫
- 2015年：MBC《憤怒的媽媽》飾演 朴鎮浩
- 2015年：SBS《假面》飾演 崔斗賢
- 2015年：SBS《龍八夷》飾演 韓信
- 2015年：SBS《六龍飛天》飾演 崔瑩
- 2016年：tvN《吹笛子的男人》飾演 徐建一
- 2016年：MBC《Goodbye Mr. Black》飾演 白恩道/曹成培
- 2016年：SBS《Doctors》飾演 陳盛鐘
- 2016年：SBS《我們的甲順》飾演 呂奉
- 2016年：MBC《不夜城》飾演 宋義成
- 2017年：SBS《悄悄話》飾演 張賢國
- 2017年：JTBC《Man to Man》飾演 穆炳道
- 2017年：SBS《再次重逢的世界》飾演 河道權
- 2017年：SBS《當你沉睡時》飾演 柳萬豪
- 2017年：SBS《疑問的一勝》飾演 李光浩
- 2018年：JTBC《Misty》飾演 姜寒秀
- 2018年: tvn《武法律師》飾演 黨代表
- 2018年：tvN《我的大叔》飾演 王英根
- 2018年：MBC《檢法男女》飾演 吳弼洲
- 2018年：tvN《Big Forest》飾演 金勇
- 2019年：MBC《特別勞動監督官趙掌風》飾演 梁仁泰
- 2019年：JTBC《Legal High》飾演 成賢久
- 2019年：MBN《優雅的家》飾演 毛王表
- 2019年：SBS《Stove League》飾演 權日道
- 2019年：tvN《愛的迫降》飾演 李忠烈
- 2020年：Netflix《非常校護檔案》飾演 洪真範
- 2021年：JTBC《前輩，那支口紅不要塗》飾演 李會長
- 2021年：JTBC《Sisyphus: the myth》飾演 金韓容
- 2021年：SBS《紅天機》飾演 永宗（特別出演）
- 2021年：SBS《One the Woman》飾演 韓榮植
- 2022年：SBS《Again My Life》飾演 金建榮
- 2022年：tvN《夏娃》飾演 韓半盧
- 2022年：MBC《黑話律師》飾演 姜成根
- 2022年：KBS2TV《依法相愛吧》飾演 李秉旭
- 2023年：JTBC《代理公司》飾演 姜根哲
- 2023年：KBS《綠洲》飾演 崔炳喆（特別出演）
- 2023年：SBS《災後調查日誌2》飾演 馬中道
- 2024年：Disney+《支配物种》饰演 李文奎

### 電影

#### 2000年代
- 2003年：《四人餐桌》
- 2003年：《浪漫刺客》
- 2004年：《家族》
- 2005年：《拉麵人生》
- 2005年：《甜蜜的人生》
- 2005年：《弓》
- 2005年：《大膽家族》
- 2005年：《外出》飾演 秀真的父親
- 2007年：《高招對決》
- 2007年：《背後靈》
- 2007年：《我的父親》
- 2007年：《間接戀人》
- 2007年：《食客》
- 2007年：《Scout》
- 2007年：《我們鎮上》
- 2008年：《美人圖》
- 2009年：《作戰》
- 2009年：《早安總統》

#### 2010年代
- 2010年：《義兄弟》
- 2010年：《看見惡魔》
- 2010年：《難兄難弟》
- 2010年：《與牛一起旅行的方法》
- 2011年：《孩子們…》
- 2011年：《血鬥》
- 2011年：《棒球之愛》
- 2011年：《對不起，謝謝》
- 2011年：《高地戰》
- 2011年：《驚魂快遞》
- 2011年：《熔爐》
- 2012年：《鐵線蟲》
- 2012年：《公司職員》
- 2013年：《懲戒者》
- 2013年：《滄壽》
- 2014年：《我的獨裁者》
- 2015年：《客人》
- 2016年：《機器人，聲音》
- 2017年：《共助》

#### 2020年代
- 2022年：《共助2》饰演 元亨术

## 獎項
- 1981年：第17屆韓國演劇電影藝術大賞－演劇部門 男子新人賞
- 2014年：韓國大眾文化藝術獎－國務總理表彰

## 外部連結
- 全國煥在NAVER上的资料
- 全國煥在韩国电影数据库（KMDb）上的資料（韓語）
- 全國煥在互联网电影资料库（IMDb）上的資料（英文）